# Lakoniske Bugt
Den Lakoniske Bugt (græsk: Λακωνικός Κόλπος), er en bugt i det sydøstlige Peloponnes, i Grækenland . Det er den sydligste bugt i Grækenland og den største på Peloponnes.
Den har form som et omvendt "U", og er cirka 58 km bred øst-vest og 44 km lang nord-syd. Den er mod vest afgrænset af halvøen Mani, som adskiller den fra Messeniabugten, og mod øst af halvøen Kap Maleas (også kendt som Epidavros Limira-halvøen), som adskiller den fra Det Ægæiske Hav. Mod syd åbner den ud til Middelhavet. Mani- og Kap Maleas-halvøerne er tørre og stenede, men den nordlige kyst, som munder ud i bugten Evrotas-floden, giver aflejringer der danner frugtbar landbrugsjord. Øen Elafonissos ligger i den Lakoniske Bugt med øen Kithira direkte mod syd. De vigtigste havne og byer ved bugten er Gytheio og Neapolis.